# Kallojoki (vattendrag, lat 69,71, long 28,95)
Kallojoki är ett vattendrag i Finland. Det ligger i den norra delen av landet, 1 100 km norr om huvudstaden Helsingfors.